# Hippos
Hipo o Hippos (griego antiguo: Ἵππος, 'caballo') es un yacimiento arqueológico en la Zona de la Fuerza de las Naciones Unidas de Observación de la Separación Israel-Siria, sobre una colina en el norte del valle del Jordán con vistas al mar de Galilea. 
Entre el siglo III a. C. y el siglo VIII, Hippos fue una ciudad grecorromana, que empezó a declinar hacia al final del período bizantino y el período musulmán temprano, y fue abandonada después de un terremoto en 749. Además de la propia ciudad fortificada, Hippos controlaba dos instalaciones portuarias en el lago de Tiberíades (mar de Galilea) y un área territorial circundante. Hippos formaba parte de la Decápolis, una federación de "Diez Ciudades" grecorromanas situadas principalmente al este y al sur del lago. Esta región en la Jordania, Siria e Israel romanas que estaban culturalmente más ligadas a Grecia y Roma que a las etnias semíticas circundantes.
Fundada como una polis con el nombre de Antioquía de Hippos (Ἀντιόχεια τοῦ Ἵππου) durante el período seléucida, la ciudad lleva el nombre de la palabra griega para 'caballo': Hippos, y un nombre común de los monarcas seléucidas, Antíoco. En el mosaico de Rehob del siglo III, el sitio se conoce por su nombre arameo, Sussita (hebreo: סוסיתא), una palabra que significa 'caballo' en género femenino, mientras que el nombre árabe, Qal‘at al-Ḥiṣn o Qal‘at al-Ḥuṣn (قلعة الحصن), ha sido utilizado por los habitantes árabes del país, con el significado de 'Fortaleza del Caballo/Semental'. Otros nombres incluyen la ortografía alternativa Hippus (acusativo: Hippum), una versión latinizada del nombre griego. Se desconoce la razón precisa por la cual la ciudad recibió este nombre.

## Ubicación

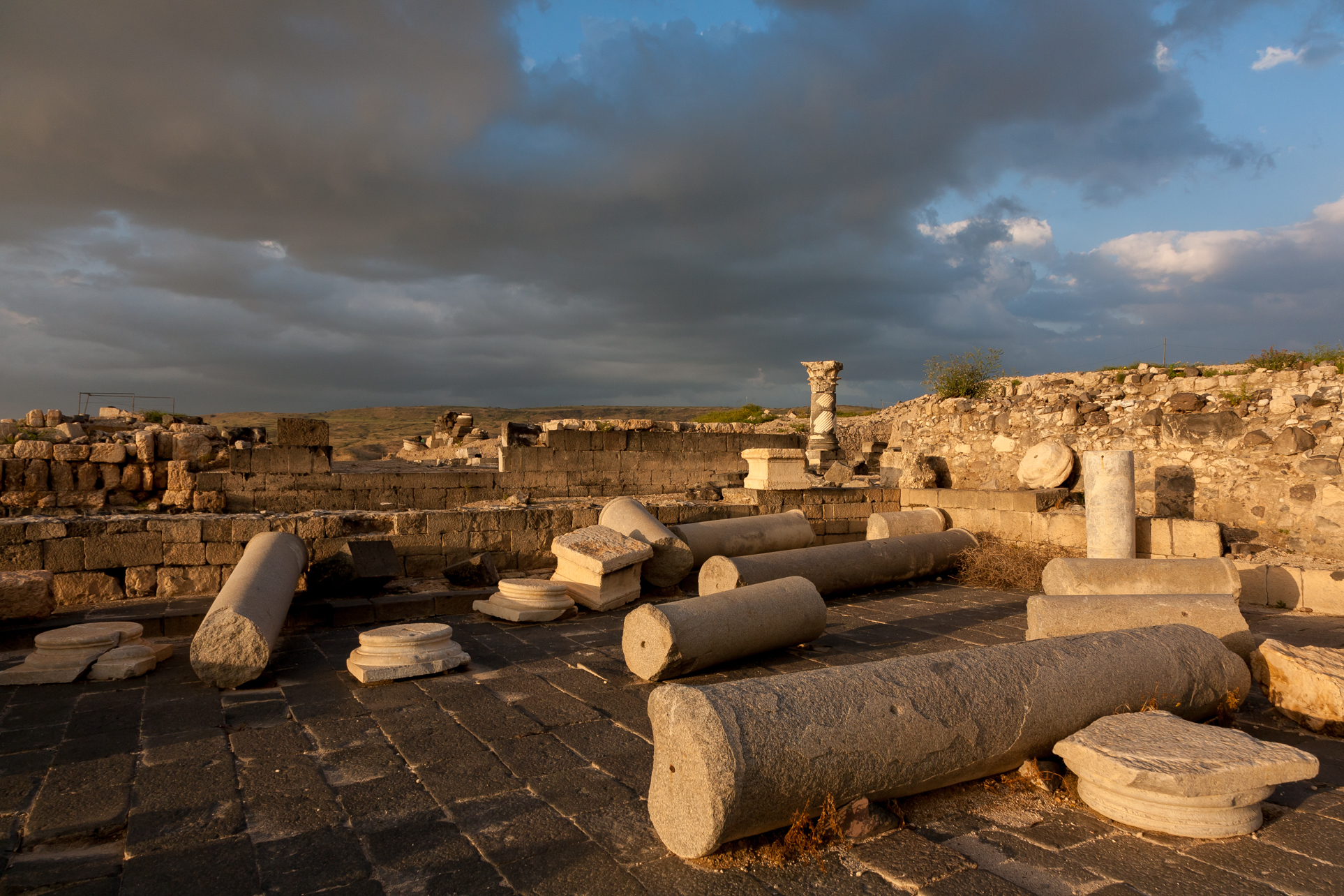
Ruinas de Sussita.

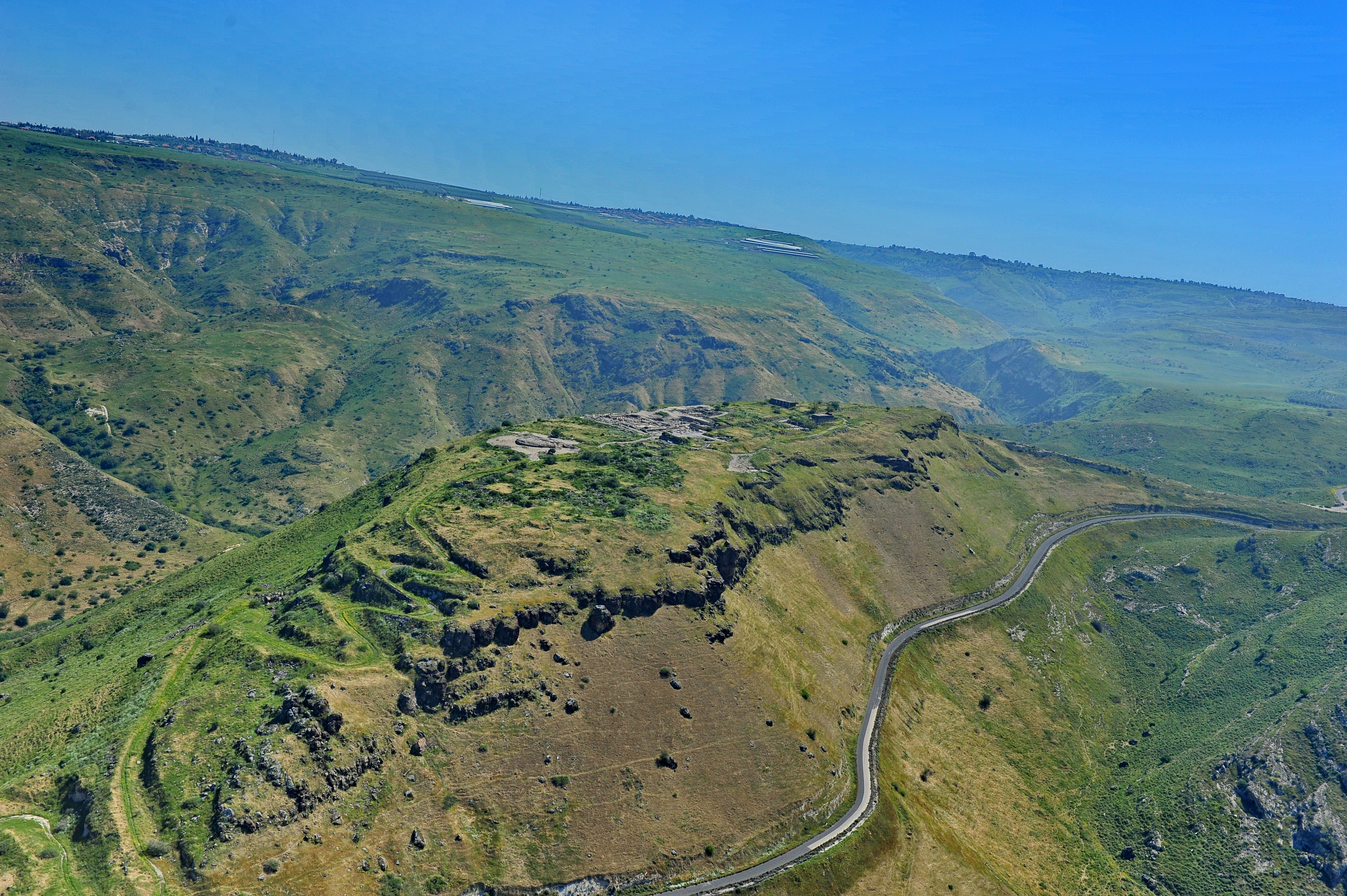
Vista aérea de Sussita.

Hippos se construyó sobre la planicie de una colina a 2 kilómetros al este y 350 metros por encima del mar de Galilea, 144 metros sobre el nivel del mar, cerca del moderno kibutz Ein Gev. El sitio está justo en el lado israelí de la línea de alto el fuego demarcada por la ONU en 1949 entre Siria e Israel.

## Historia
El sitio estaba habitado en el siglo III a. C. por los ptolomeos, aunque aún se desconoce si se trataba de un asentamiento urbano o de un puesto militar avanzado. Durante este tiempo, Celesiria sirvió como campo de batalla entre dos dinastías descendientes de generales de Alejandro Magno, los ptolomeos y los seléucidas. Es probable que Hippos, fuera un sitio muy defendible a lo largo de las líneas fronterizas del siglo III a. C., fundándose por los ptolomeos como una fortaleza fronteriza. La ciudad de Hippos en sí, fue establecida por colonos seléucidas, muy probablemente a mediados del siglo II a. C. Su nombre completo, Antiochia Hippos (latín: Antiocheia ad Hippum), refleja una fundación seléucida.
Cuando los seléucidas tomaron posesión de toda Celesiria, Hippos se convirtió en una polis de pleno derecho, una ciudad-estado con control sobre el territorio circundante. Antiochia Hippos fue mejorada con todos los ingredientes de una polis griega: un templo, un área de mercado central y otras estructuras públicas. La disponibilidad de agua limitó el tamaño de la Hippos helenística. Los ciudadanos dependían de cisternas colectoras de lluvia como toda su agua, lo que impidió que la ciudad tuviera a una población muy grande.

### Período asmoneo
La revuelta de los macabeos condujo a un reino judío independiente bajo la dinastía asmonea en 142 a. C. En 83-80 a. C., el rey y sumo sacerdote Alejandro Janneo dirigió una campaña asmonea para conquistar tierras al este del río Jordán.

### Período romano

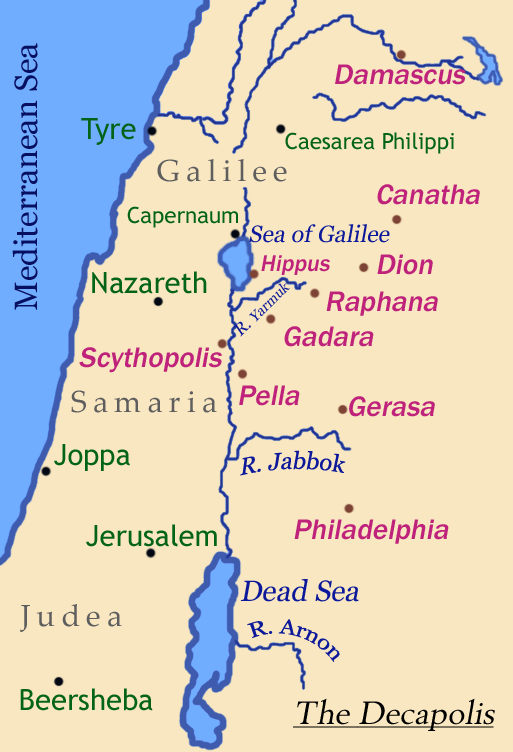
Mapa de la Decápolis mostrando Hippos (Hippus en latín).

En el 63 a. C., el general romano Pompeyo conquistó Celesiria, incluida Judea, y puso fin a la independencia asmonea. Pompeyo otorgó el autogobierno a unas diez ciudades griegas en la frontera oriental de Celesiria. Este grupo, del cual Hippos formaba parte, pasó a llamarse Decápolis y se incorporó a la provincia romana de Siria. Bajo el dominio romano, a Hippos se le concedió un cierto grado de autonomía. La ciudad acuñó sus propias monedas, estampadas con la imagen de un caballo en referencia al nombre de la ciudad.
Hippos fue entregada a Herodes el Grande en el 37 a. C. pero regresó a la provincia de Siria a su muerte en el 4 a. C. Según Josefo, durante este tiempo Hippos, una ciudad pagana, era el 'enemigo jurado' de la nueva ciudad judía al otro lado del lago, Tiberíades. Los judíos habían residido en Tiberíades cuando todavía era conocida por su nombre anterior, Rakkat. Más tarde, a Rakkat se le dio el nombre de Tiberíades unos 25 años después de la muerte de Herodes, por su hijo, Herodes Antipas, en honor del emperador romano, Tiberio, en el año 20. Josefo registra que durante la Primera guerra judeo-romana de 66-70, Hippos persiguió a su población judía. Otros judíos de Sussita participaron en ataques contra Magdala y otros lugares. Hippos mismo cayó bajo el ataque de los rebeldes al menos una vez.
Después de que los romanos sofocaran la siguiente revuelta judía (Bar Kojba), crearon la provincia de Palestina en 135, de la que formaba parte Hippos. Este fue el comienzo del mayor período de prosperidad y crecimiento de Hippos. Fue reconstruida con un patrón de cuadrícula, centrada alrededor de un largo decumano máximo que corre de este a oeste atravesando la ciudad. Las calles estaban alineadas con cientos de columnas de granito rojo importadas de Egipto. El gran gasto requerido para transportar estas columnas a Palestina y subirlas a la colina es prueba de la riqueza de la ciudad. Otras mejoras incluyeron un kalybe (un santuario al Emperador), un teatro, un odeón, una basílica, y nuevas murallas de la ciudad. Sin embargo, la mejora más importante fue el acueducto, que conducía agua a Hippos desde manantiales de los Altos del Golán, a 50 km de distancia. El agua, recogida en una gran cisterna abovedada, permitió que una gran población pudiera vivir en la ciudad.

### Bajo Imperio
La reestructuración imperial bajo el emperador Diocleciano colocó a Hippos en la provincia de Palestina Secunda, que abarcaba Galilea y el Golán. Cuando el cristianismo fue tolerado oficialmente en el Imperio romano, Palestina se convirtió en el objetivo de subsidios imperiales para iglesias y monasterios, y los peregrinos cristianos generaron ingresos adicionales. La industria se expandió y más artículos de lujo estuvieron disponibles para la gente común.
El cristianismo llegó lentamente a Hippos. No hay evidencia de ninguna presencia cristiana antes del siglo IV. Se ha encontrado una tumba pagana de la era bizantina de un hombre llamado Hermes justo fuera de las murallas de la ciudad, lo que atestigua la presencia relativamente tardía del paganismo. Sin embargo, gradualmente, la ciudad se fue cristianizando, convirtiéndose en la sede de un obispo al menos en 359. Un obispo, Pedro de Hippos, figura en los registros sobrevivientes de los concilios de la iglesia en 359 y 362.

### Períodos Rashidun y Omeya
Los ejércitos musulmanes del período Rashidun invadieron Palestina en el siglo VII y completaron su conquista en 641. Los nuevos gobernantes árabes de Hippos permitieron a los ciudadanos continuar practicando el cristianismo, bajo ciertas condiciones, una política que luego continuó el califato omeya. Según los arqueólogos, el régimen islámico no derribó las iglesias, pero las imágenes cristianas grabadas en los sellos bizantinos de pan de latón y en los iconostasios se cubrieron con una pasta de estaño y plomo.
Sin embargo, la población y la economía continuaron decayendo. El terremoto de 749 destruyó Hippos y entonces, fue abandonado definitivamente.

## Período otomano

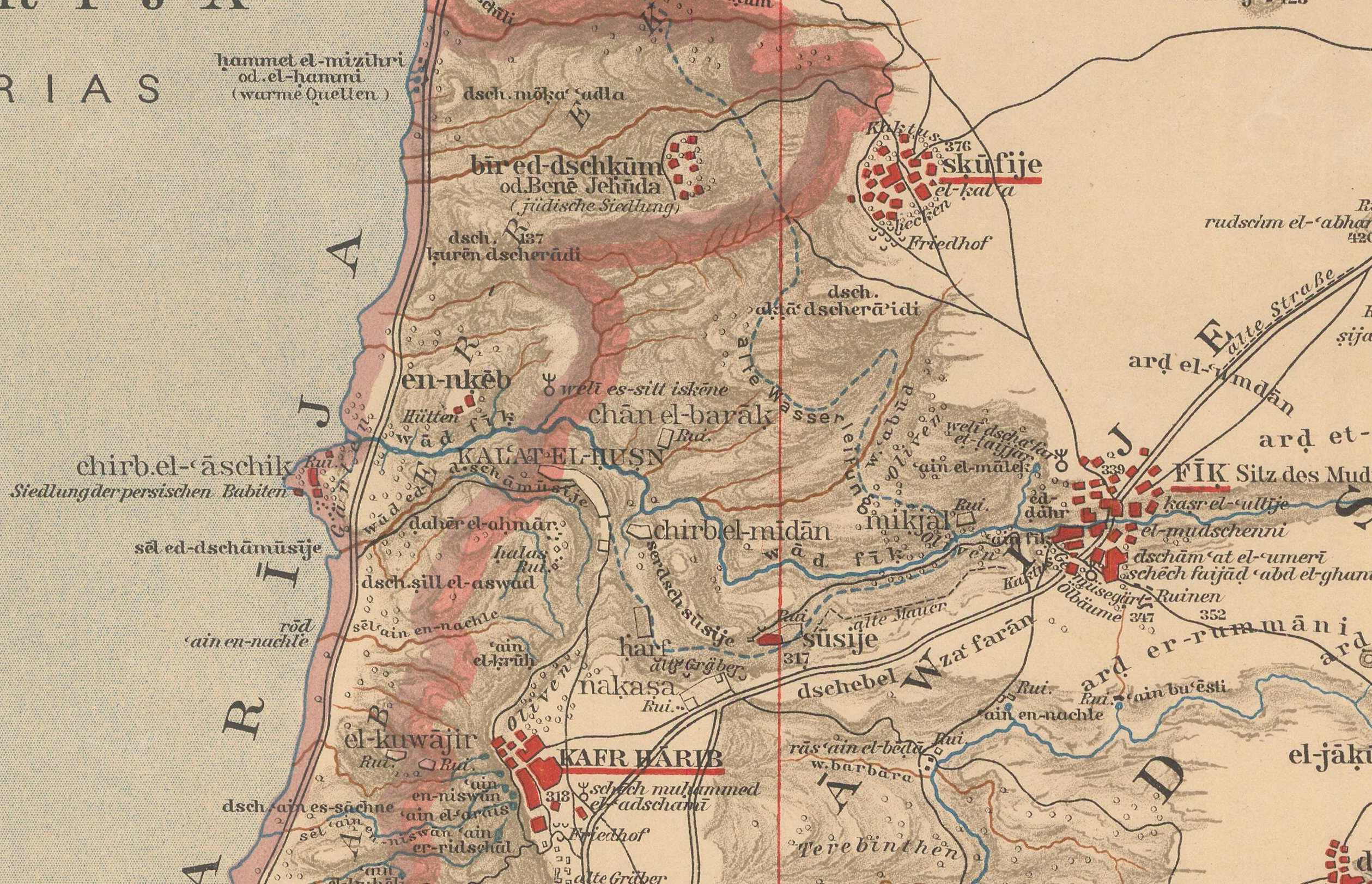
Hippos (Kalat al Husn) en el mapa de Jordania Oriental de Schumacher, rodeada por las localidades sirias de Fiq, Kafr Harib and Skufije.

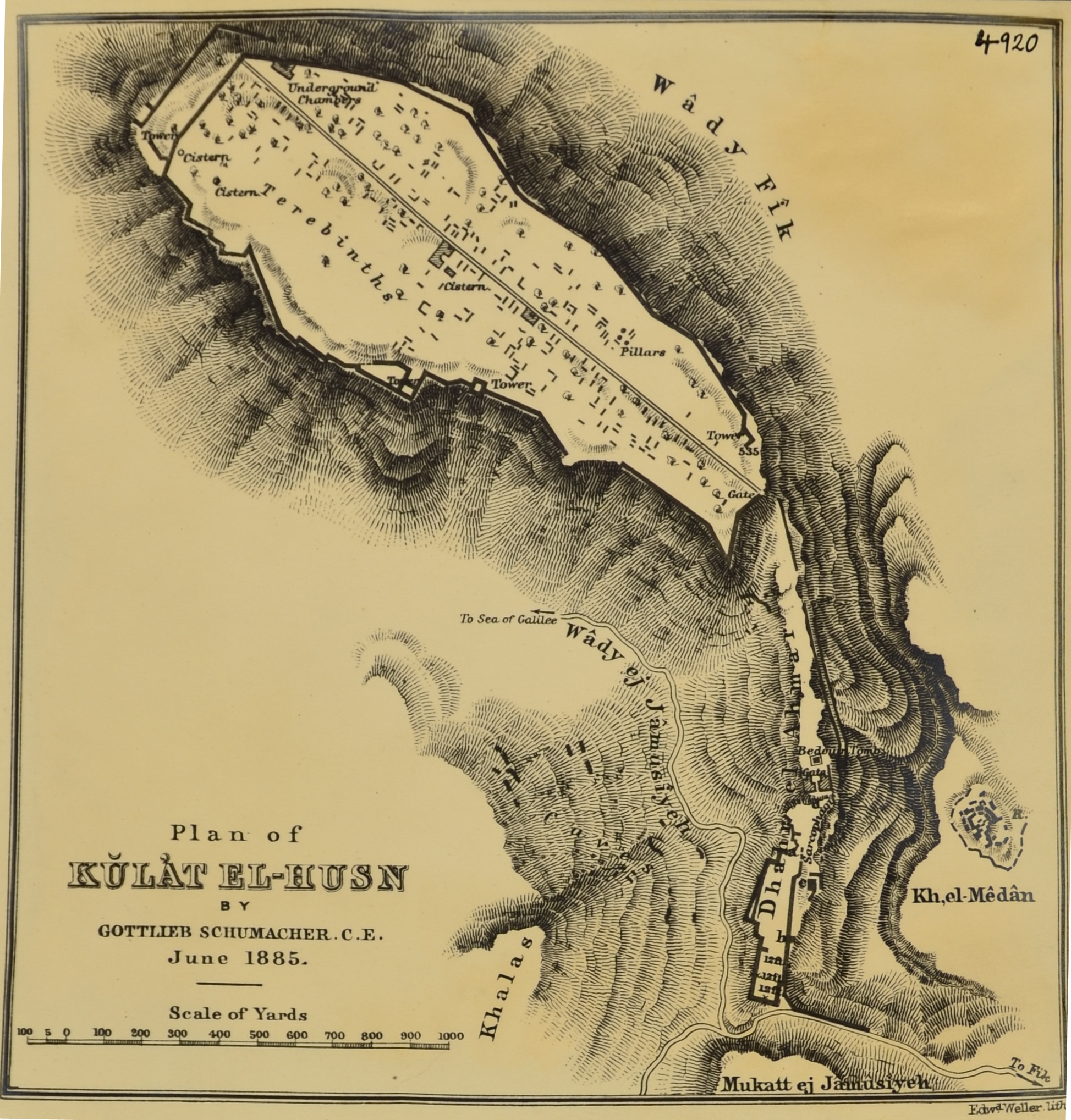
Plano de Sussita por Gottlieb Schumacher, 1885.

Gottlieb Schumacher visitó las ruinas entre 1883 y 1885 y escribió un extenso relato de los hipopótamos (Kŭlat el Husn) en su obra, The Jaulân, aunque había conjeturado incorrectamente que el sitio podría haber sido la antigua Gamala descrita por Josefo.

## Excavaciones

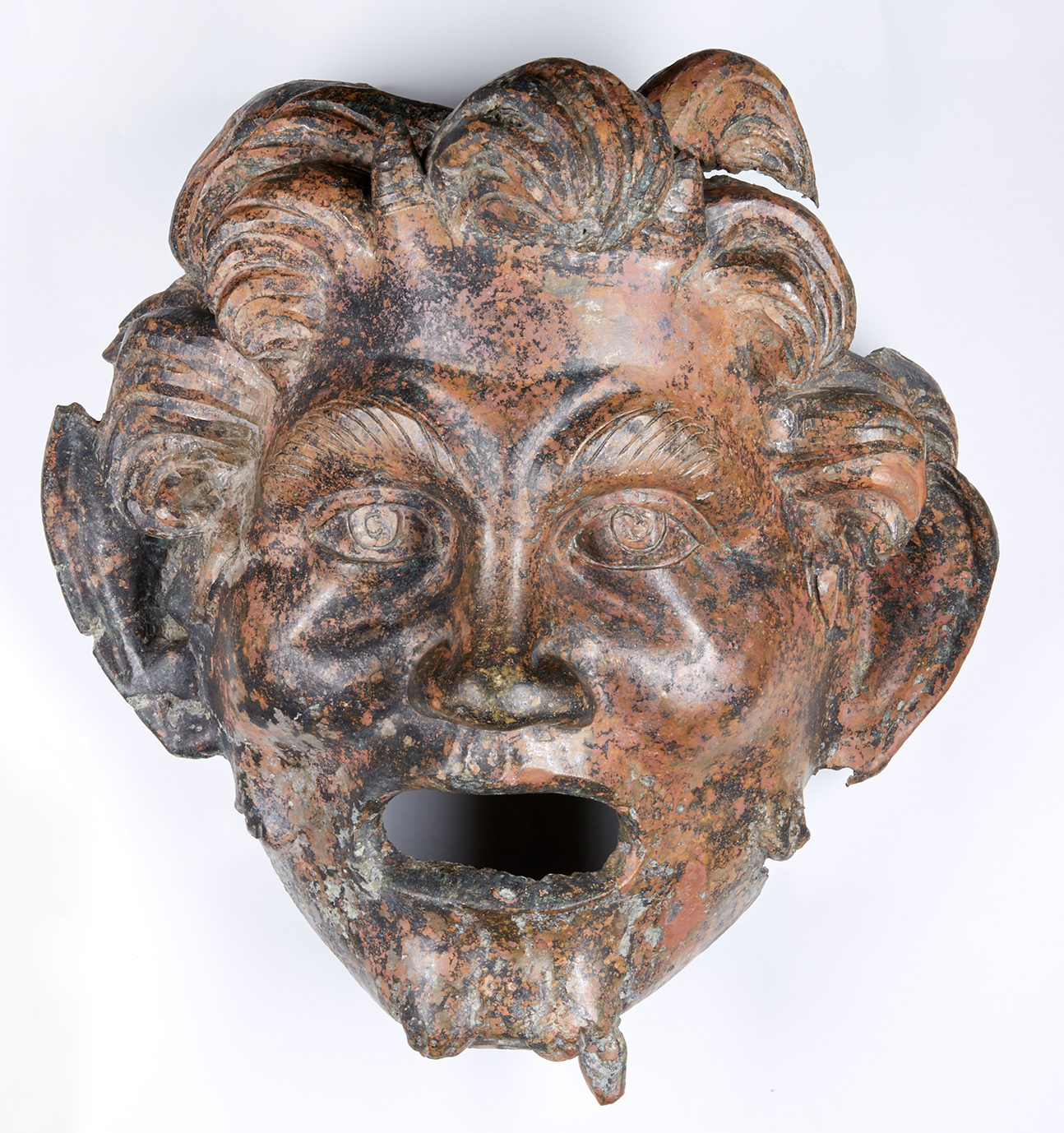
Máscara de tamaño natural del dios griego Pan, desenterrada en el yacimiento en 2015.

Las primeras excavaciones fueron realizadas por los arqueólogos israelíes Emmanuel Anati, Claire Epstein, Michael Avi-Yona y otros entre 1951 y 1955. Desenterraron algunos edificios domésticos, la puerta principal de la ciudad en el este y una gran iglesia bizantina que probablemente habría sido la sede del obispo de Hippos. Después de las excavaciones, las Fuerzas de Defensa de Israel utilizaron el monte Sussita con el mismo propósito que los antiguos griegos: como fortaleza. Se utilizó como defensa fronteriza ante Siria hasta que gran parte de los Altos del Golán fueron capturados por Israel en la Guerra de los Seis Días de 1967.
En 1964, el monte Sussita fue declarado parque nacional y en 2004 el área que lo rodea, incluido el sitio mismo, fue declarado Reserva Nacional. Tras un estudio arqueológico realizado en 1999, se decidió embarcarse en un proyecto científico de excavaciones a gran escala. El sitio ha sido excavado anualmente desde entonces, con la temporada 14 de excavaciones programada para el verano de 2013.
La investigación realizada en Hippos-Sussita es un proyecto internacional. Las primeras once temporadas (2000-2010) fueron una colaboración israelí-polaca-estadounidense, codirigida por el profesor Arthur Segal y el dr. Michael Eisenberg del Instituto Zinman de Arqueología de la Universidad de Haifa; la profesora Jolanta Młynarczyk del Centro de Investigación de Arqueología Mediterránea de la Academia de Ciencias de Polonia; el dr. Mariusz Burdajewicz del Museo Nacional de Varsovia y el dr. Mark Schuler de la Universidad de Concordia, Saint Paul (Minesota). Las principales áreas de excavación fueron el odeón, la basílica, la iglesia del noroeste y sus insulae circundantes, los barrios domésticos, la termas del sur, la zanja defensiva y las fortificaciones junto a ella y las necrópolis. Desde 2012, las excavaciones están dirigidas por el dr. Michael Eisenberg, centrándose en la basílica romana, las terma romano-bizantina del sur, la ínsula del noreste, las viviendas y el bastión romano. A partir de 2016 se incorporó a la dirección la dra. Arleta Kowalewska y el equipo se enfoca en la red de calles, los recintos y la necrópolis.
El objetivo es explorar toda la ciudad antigua, la red de calles, los principales edificios públicos seculares y religiosos, así como los barrios. También se espera realizar el levantamiento y excavación de las dos necrópolis ubicadas al sur y sureste de la ciudad. La relación entre la ciudad y el territorio circundante también será objeto de examen en temporadas futuras, especialmente el área que se extiende entre la ciudad y el lago. Además, está planteado realizar un estudio detallado de la orilla del lago para establecer la ubicación exacta del puerto de Hippos.
En 2015, los arqueólogos recuperaron del sitio una gran máscara de bronce, casi sin igual por sus dimensiones y fechada entre el siglo I a. C. y el siglo II, que representaba al dios griego Pan.

## Tradición cristiana
En el Nuevo Testamento, cuando Jesús menciona una 'ciudad asentada sobre un monte' que 'no se puede esconder' (una de las parábolas de La Sal y la Tierra en el Sermón de la montaña), es posible que se esté refiriendo a Hippos. Además, un milagro de Jesús narrado en Marcos 5 y Lucas 8 también puede estar relacionado con Hippos. Véase Gergesa para una discusión de la ubicación de este milagro.
La mística católica María Valtorta en su obra basada en una visión, El poema del hombre Dios escribía que Jesucristo había visitado y predicado en Hippos.